# رادیسون، کبک
رادیسون، کبک (به انگلیسی: Radisson, Quebec) یک منطقهٔ مسکونی در کانادا است که در به-جیمز، کبک واقع شده‌است. رادیسون ۴۶۸ نفر جمعیت دارد.